# Voci del Grigione italiano
Voci del Grigione italiano (Stimme des italienischen Graubündens) ist eine Radiosendung von Rete Uno, des ersten Senders der RSI.
Es ist die älteste wöchentlich ausgestrahlte Radiosendung der Welt. Erstmals ausgestrahlt wurde sie in der aktuellen Form am 25. November 1941, zuvor gab es zwei Einführungsjahre.

## Geschichte
1931 erlaubte die Schweizerische Rundspruchgesellschaft, heute SRG SSR, der italienischsprachigen Schweiz, eine eigene Rundfunkstation zu betreiben: Landessender Monte Ceneri. Das Studio wurde in Lugano eingerichtet. Die Sendung hiess «La nostra Mesolcina», die erste Ausstrahlung war den Volksliedern des Tales gewidmet.
1939 wurde die Sendung in «Quarto d’oro del Grigione italiano» umbenannt, um die Identität der vier italienischsprachigen Bündner Täler zu stärken.
Die Sendung war mehrere Male in ihrer Existenz bedroht und wurde hie und da als «überflüssig» betrachtet. Zahlreiche Vertreter der italienischsprachigen Minderheit Graubündens wehrten sich dagegen. In einem Bericht über die Radioprogramme vom April 1949 wurde «Voci» als eine der wichtigsten des Senders bezeichnet und 1950 wurde entschieden, die Sendung beizubehalten. Seit 1980 hat «Voci» einen Korrespondenten in der Kantonshauptstadt Chur.
Nach dem Rücktritt des langjährigen Leiters Fausto Tognola folgten schwierige Zeiten: Die Sendung sollte umgestaltet oder gar gestrichen werden; als Leiterin sollte eine Tessinerin eingesetzt werden. Dank Tognolas Einsatz bei der Churer Regierung und der Fürsprache des Puschlaver Regierungsrates Claudio Lardi blieb die Sendung unverändert erhalten.

## Programm
«Voci» informiert jeweils am Freitag von 19.00 bis 19.30 Uhr über aktuelle Themen aus dem Misox, Calancatal, Bergell, Puschlav. Neu wird auch über Aktualitäten aus dem italienischen Veltlin und Valchiavenna berichtet, da diese Regionen mit den Bündner Südtälern eng verbunden sind. Dazu kommen Livesendungen, um politische und wirtschaftliche Situationen zu schildern, vor Wahlen und Abstimmungen Meinungen zu diskutieren sowie Projekte vorzustellen und lokale Initiativen zu fördern.
«Voci del Grigione italiano» wird rund von der Hälfte der RSI-Zuhörer verfolgt. Sie gehört zu den zehn Sendungen, die am häufigsten als Podcast heruntergeladen werden, was bedeutet, dass sie auch bei Jungen beliebt ist.
Das musikalische Signet ist die Melodie des Liedes «Popoli ci affratella, l’italica favella».

## Leitung
Von 1941 bis 1945 lag die Leitung bei Remo Bornatico, darauf folgte bis 1968 Giovan Gaetano Tuor, dann Franco Pool und bis 1993 Fausto Tognola. Seither ist Alessandro Tini Redaktionsleiter.